# Dublet (optyka)

Achromat – przykład dubletu jako układu dwóch soczewek

Dublet – w optyce wieloznaczny termin oznaczający układ optyczny składający się z dwóch elementów lub grup. Określenie dublet może być użyte do opisania:
- obiektywu składającego się tylko z dwóch soczewek[1][2];
- obiektywu składającego się z dwóch grup soczewek[1][3];
- dwóch soczewek składających się na jedną grupę[1][4].

## Obiektywy

### Peryskopy

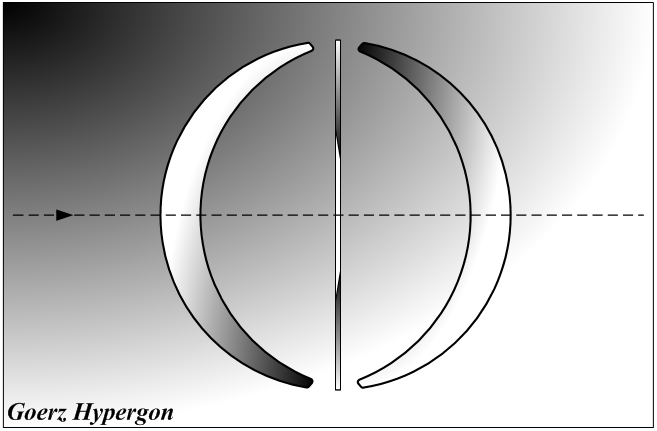
Prosty obiektyw dublet składający się z dwóch soczewek

Peryskop to najprostsza wersja dubletu, składająca się z dwóch identycznych pojedynczych soczewek umieszczonych symetryczne po obu stronach przysłony. Pozwalał wyeliminować dystorsję i komę, był stosowany w najprostszych aparatach i do konstrukcji pierwszych obiektywów szerokokątnych. Peryskopem był Bilar, stosowany w polskim popularnym aparacie fotograficznym Druh.

### Aplanaty
Aplanat – zbudowany jest z dwu achromatów ustawionych symetrycznie po obu stronach przysłony. Pierwszy taki obiektyw korygujący częściowo aberrację chromatyczną opatentowali Harrison i Schnitzer w 1862 r., był on sprzedawany pod nazwą „Globe lens”. Dużą popularność zdobył obiektyw „Aplanat” Steinheila, który w pewnym stopniu koryguje również aberrację sferyczną. Dał on nazwę całej klasie układów optycznych zbudowanych w podobny sposób.

### Dagor
Dagor – to pierwszy anastygmat, wynaleziony w 1894 roku przez Goerza i Von Hoegha i produkowany przez Goerza. Składa się z dwóch członów zawierających po trzy soczewki. Miał bardzo dobre właściwości optyczne i jego konstrukcja była kopiowana przez innych producentów: Symmar Schneidera, Helioplan Meyera, Isogon Schneidera. Niektóre wersje tego obiektywu były zbudowane tak, że jego połówkę można było wykorzystać jako jednoelementowy obiektyw o dwukrotnie dłuższej ogniskowej.